# Provincia Magallanes
Magallanes (Provincia de Magallanes) este o provincie din regiunea Magallanes, Chile, cu o populație de 129.199 locuitori (2012) și o suprafață de 36400,8 km2.